# Matrimonio en la Antigua Grecia

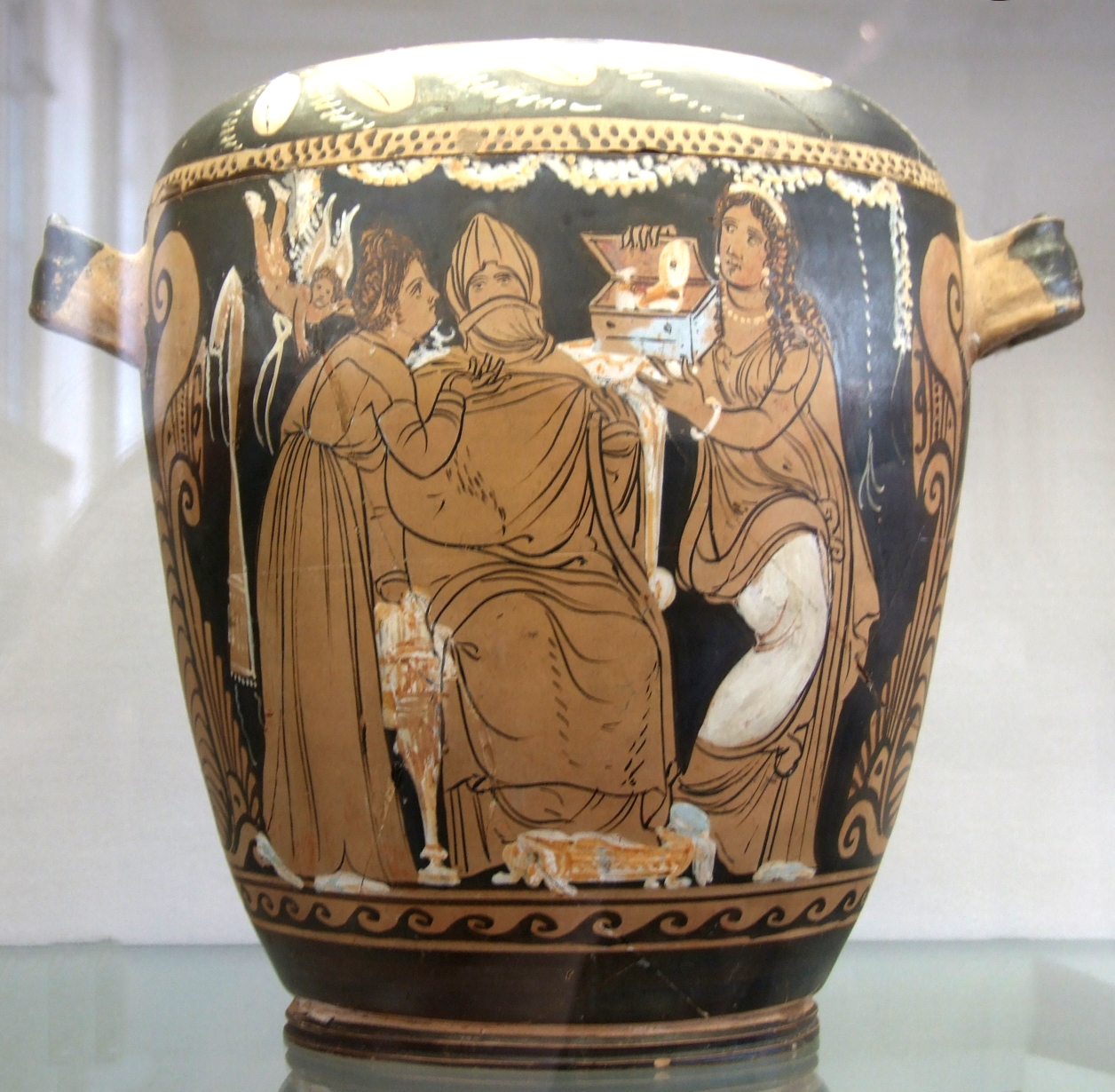
Vaso de cerámica griega con ilustración de los preparativos para la vestimenta de una esposa.

El matrimonio en la antigua Grecia sirvió para fomentar la asunción de las responsabilidades en las relaciones personales; los matrimonios eran arreglados por lo general por los padres.
Cada ciudad era políticamente independiente, con  sus propias leyes concernientes al matrimonio.[cita requerida]
La tutela de las chicas huérfanas era confiada a un tío o a un primo. Para que el matrimonio fuese legal, el padre o el tutor de la mujer debía conceder permiso, a un hombre adecuado para casarse con su hija o pupila.[cita requerida]
Las bodas se celebraban principalmente en los meses de invierno. La pareja participaba en una ceremonia que comprendía rituales como la eliminación del velo, pero la convivencia de la pareja era lo que confería legalidad al matrimonio.[cita requerida]

## El matrimonio, un acontecimiento de interés público
Los legisladores griegos antiguos consideraban el matrimonio como una cuestión de interés público. Este fue especialmente el caso de Esparta, donde la dependencia de los intereses privados y la felicidad personal al bien público respaldaba firmemente las leyes de la ciudad. Un ejemplo de la ley de matrimonio se puede encontrar en las leyes espartanas: las leyes de Licurgo de Esparta preveían la adopción de un procedimiento penal en las confrontaciones de aquellos que se casaban demasiado tarde (graphe opsigamiou) o no adecuadamente (graphe kakogamiou), así como contra los que no se casaban en absoluto (graphe agamiou). Estas leyes estaban fundadas sobre el principio generalmente reconocido de que era deber de cada ciudadano crear una descendencia fuerte y sana con unos hijos legítimos para dar a la polis.
Los espartanos consideraban la teknopoioia (fertilidad ) como el objeto principal del matrimonio. El resultado era que cada vez que una mujer no podía tener hijos con su marido, el Estado preveía que le debiera ser permitido convivir con otro hombre. Por el mismo principio, y con el fin de evitar la extinción de su familia, al rey espartano Anaxándridas II se le permitió vivir con dos esposas. Las dos mujeres vivían en casas diferentes: se trataba de un caso de bigamia, como señala Heródoto, que no era del todo coherente con los hábitos espartanos, e incluso con los helenísticos. Así, los héroes de Homero parecen no haber tenido nunca más de una kouridie alochos (esposa legítima), aunque son frecuentemente representados viviendo en concubinato con una o más mujeres.
Solón también parece haber visto el matrimonio como un asunto de importancia social y política; sus leyes permitían la graphé agamiou (celibato), a pesar de que la ley parece haber entrado en desuso en épocas posteriores, en cualquier caso, no hay ningún ejemplo de su aplicación apoyado por las fuentes. Platón parece dar una función similar a la del Estado, ejerciendo presión política y social para fomentar el matrimonio. Según sus Leyes, un hombre que no se casaba antes de la edad de treinta y cinco años era castigado no solo con la atimia (pérdida de derechos civiles), sino también con sanciones financieras, y afirma expresamente que en la elección de una mujer, cada hombre debe considerar los intereses del Estado y no su propio placer.

## Matrimonios combinados

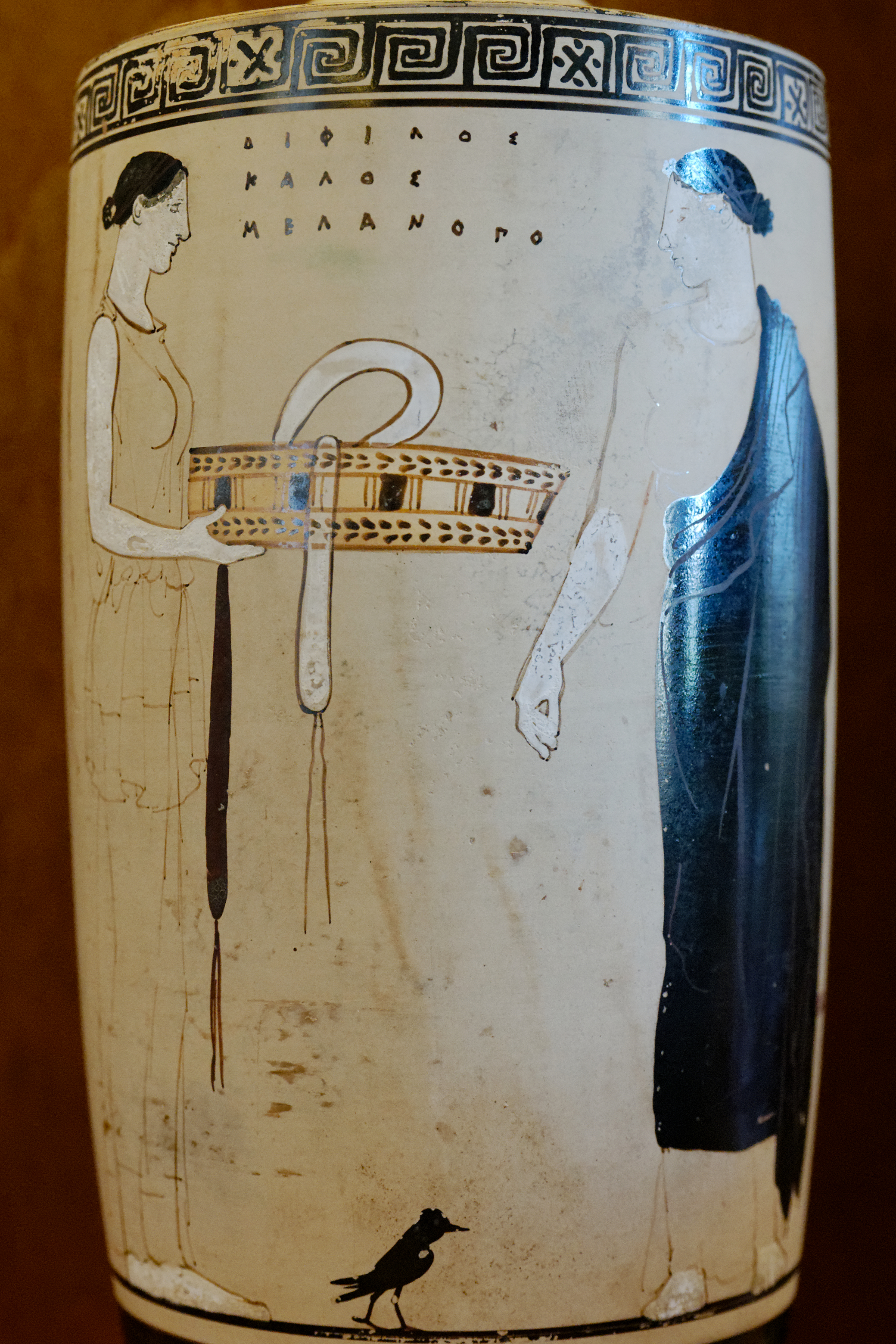
En el cofre se conservaban las joyas que formaban parte de la dote, el espejo y los cosméticos. Lécito ático de fondo blanco del Pintor de Aquiles.

Los matrimonios eran por lo general dispuestos entre los padres de la novia y el pretendiente. Un hombre elegía a su esposa sobre la base de tres elementos: la dote dada por el padre de la novia, su presunta fertilidad y sus capacidades como tejedora o en otro quehacer femenino. Había por lo general un límite de edad legal para el matrimonio, aunque con la excepción de los matrimonios políticos, la espera a la edad fértil era considerada un decoro apropiado. Muchas mujeres se casaban a los 14 o 16 años, mientras que los hombres tenían comúnmente alrededor de 30 años. La poligamia era común en este periodo, dado que los hombres ricos podían permitirse más de una esposa.
El compromiso era visto como un regalo. El yerno y el suegro se convertían en aliados (etai) a través del intercambio de otros regalos, como preparación para la transmisión de la novia. Los regalos (dora) indicaban la alianza entre las dos familias. El intercambio mostraba que la familia de la mujer no estaba simplemente vendiendo o expulsando a su hija; los regalos formalizaban la legitimidad de un matrimonio. La donación por parte de la familia de la prometida (hedna), consistía por lo general en un ternero o cordero.
Un hombre podía casarse con una mujer obteniéndola como premio a continuación de la victoria en una competición. Un marido podía tener una mujer y una concubina. Si la esposa daba su consentimiento, los niños criados por una concubina podrían ser reconocidos como herederos de su marido. Esta costumbre se limitaba generalmente a los ricos, que les permitía tener más concubinas y amantes, aunque una única mujer.
Los matrimonios eran arreglados a través de una reunión de los padres de la joven pareja, basándola en la expansión de sus intereses económicos y en crear una alianza entre las familias, con poca preocupación por lo que pensara el novio de la situación, y sin tener en cuenta los deseos de su futura esposa.

## Elección de la novia
Independiente de cualquier consideración de orden público, también existían motivos privados o personales (particularmente en la Antigüedad) que hicieron del matrimonio una obligación. Platón cita uno de estos al igual que el deber que incumbe a cada persona individual de prever una continuidad de sí mismo como un ministro de la divinidad  (toi Theoi hyperetas an hautou paradidonai). Otro motivo, era el deseo que siente casi todo el mundo, no solo de perpetuar su nombre, sino también para evitar que el patrimonio se pierda, y el nombre desaparezca, dejando en este mundo a alguien que llevara ofrendas rituales a su tumba. Con esto en mente, las personas sin niños recibieron a veces para adoptar, niños no deseados, incluyendo los que habían sido abandonados. 
Para la ley ateniense, un ciudadano no podía casarse con una mujer extranjera, ni viceversa, sin encontrarse con penas muy severas. Sin embargo, la proximidad de parentesco (anchisteia), o la consanguinidad (syngeneia), no eran, con raras excepciones, obstáculos para el matrimonio en Grecia; la única exclusión concernía a los descendientes directos. 
Así que a los hermanos se les permitía casarse con sus hermanas, si no eran homometrioi, es decir, nacidos de la misma madre, como lo hizo Cimón con Elpinice, aunque un matrimonio de este tipo parece que horrorizaba a sus conciudadanos.

## Herederas
En Atenas, cuando un padre moría sin dejar testamento y sin hijos varones, su viuda no tenía otra opción que el matrimonio. La ley la obligaba a casarse con uno de los familiares, pero no en la línea ascendente. Si la heredera era pobre (thessa), se casaba con un pariente cercano soltero o alguien adecuado para su rango. Cuando había varios coherederos, tenía prioridad el más cercano (véase epíclera). De hecho la heredera, junto con su herencia, pertenecía a los parientes de la familia, tanto es así que en la antigüedad un padre no podía dar a su hija (si era una heredera) en matrimonio sin el consentimiento de los otros miembros de la familia. 
Este no era el caso, sin embargo, de las leyes atenienses posteriores, que permitían a un padre disponer de su hija, según su propia voluntad; al igual que las viudas que eran dadas en matrimonio según los deseos testamentarios de su marido, pues a estos se los consideraba sus representante legítimos (kyrioi).
La misma costumbre de casarse en la familia (oikos), especialmente en el caso de las herederas, estaba en vigor también en Esparta. Leónidas I casó con la heredera de Cleómenes I, como su anchisteia, o pariente más cercana, y Anaxándridas II, con la hija de su hermana. Además, si un padre no había establecido nada respecto a la hija, eran los tribunales los que decidían quién debía ser el privilegiado, entre los miembros de una misma familia, para casarse con la heredera. 
A semejanza de la ley de Atenas relativa a las herederas también se encuentra en el código judío, como se detalla en los Números (c . XXVII , 1-11), y se ejemplifica en Ruth (cap. IV).
Pero la combinación de los matrimonios, entre los viejos, quedó fuera de las reglas de la política. Esto se dejaba enteramente al cuidado y la prudencia de los padres, o de mujeres que hicieron de ello una profesión y eran  llamadas promnestriai o promnestrides. La profesión, sin embargo, no parece haber sido considerada muy honorable o tener gran reputación, por ser demasiado similar a la de un proxeneta (proagogos).

## Fechas preferidas
Había temporadas preferidas para la celebración de bodas. Según algunos, los antiguos griegos se casaban en invierno. Había también, se dice, muchas supersticiones que incluían las ceremonias durante los períodos de luna llena. Un mes particularmente dedicado a los matrimonios era el de gamelión (enero-febrero), que estaba consagrado a la diosa Hera.

## Noviazgo
En el mundo griego antiguo de Atenas, las mujeres tenían diversos deberes en materia de noviazgo y matrimonio. Una hija no podía casarse a no ser que un kyrios, que podía ser su padre, un hermano de sangre, un abuelo o un tutor legal, le diera la aprobación. El kyrios debía anunciar que permitía a la mujer casarse. Los pretendientes a menudo competían entre sí para conseguir la mano de las hijas y llevaban regalos extravagantes o competían entre sí en el canto, el baile o en otros juegos de diversa naturaleza. Cuando el pretendiente había sido elegido, este y el padre de la esposa celebraban una ceremonia conocida como engysis, (compromiso solemne), en la que los dos hombres se estrechaban la mano pronunciando algunas frases rituales. La mujer no podía decidir con quién quería casarse, si no en casos muy particulares, y no desarrollaba ningún papel activo en el «proceso» de la engysis. Después de la engysis, los dos esposos podían hacer una promesa de matrimonio, antes del matrimonio propio y verdadero.
En Atenas la engyesis, o esponsales, eran indispensables para la validación de un contrato de matrimonio. Era realizado entre el tutor físico o jurídico (kyrios) de la novia y el pretendiente, con la presencia de los familiares de ambas partes como testigos. La ley de Atenas contemplaba que todos los niños nacidos de un matrimonio legalmente contraído se debían considerar legítimos gnesioi, y por consiguiente, los hijos, isomoiroi (es decir, nacidos entre un ciudadano y una esposa legalmente novia), tenían derecho a heredar por igual. Parecería, entonces, que en el caso de un contrato de matrimonio según este ritual los niños perderían sus derechos de herencia ex astes kai engyetes gynaikos. La dote de la mujer era depositada en el entorno familiar del novio.
En Esparta, el noviazgo de la chica realizado por el padre o tutor (kyrios), se requería como fase preliminar del matrimonio, así como en Atenas.
Otra costumbre peculiar de los espartanos, legado de la antigüedad, era el secuestro de la novia por su futuro marido (véase Heródoto, VI, 65), pero, por supuesto, con la aprobación de los padres o tutores de la chica. La novia, sin embargo, no iba inmediatamente a vivir a casa de su marido, sino que vivía con él un tiempo «clandestinamente», hasta que se la llevaba a casa, a menudo con la madre de la novia. Costumbre similar parece haberse establecido en Creta, donde, como se nos dice, los jóvenes cuando eran expulsados de la agela por sus compañeros, se casaban de inmediato, pero no llevaban a sus esposas a casa hasta un tiempo después. Muller sugiere que los niños nacidos de esta relación furtiva fueron llamados partenios (parthenioi).

## Celebración del matrimonio
En la antigua Grecia, la celebración del matrimonio consistía en una serie de tres ceremonias que se extendían a lo largo de tres días. Estas ceremonias eran: proaulia, que representaba los preparativos previos al matrimonio; gamos, la ceremonia central del matrimonio en sí; y epaulia, que era la celebración que tenía lugar después de la boda. 
Cada una de estas fases tenía significados y rituales específicos, reflejando la importancia del matrimonio dentro de la sociedad griega. 

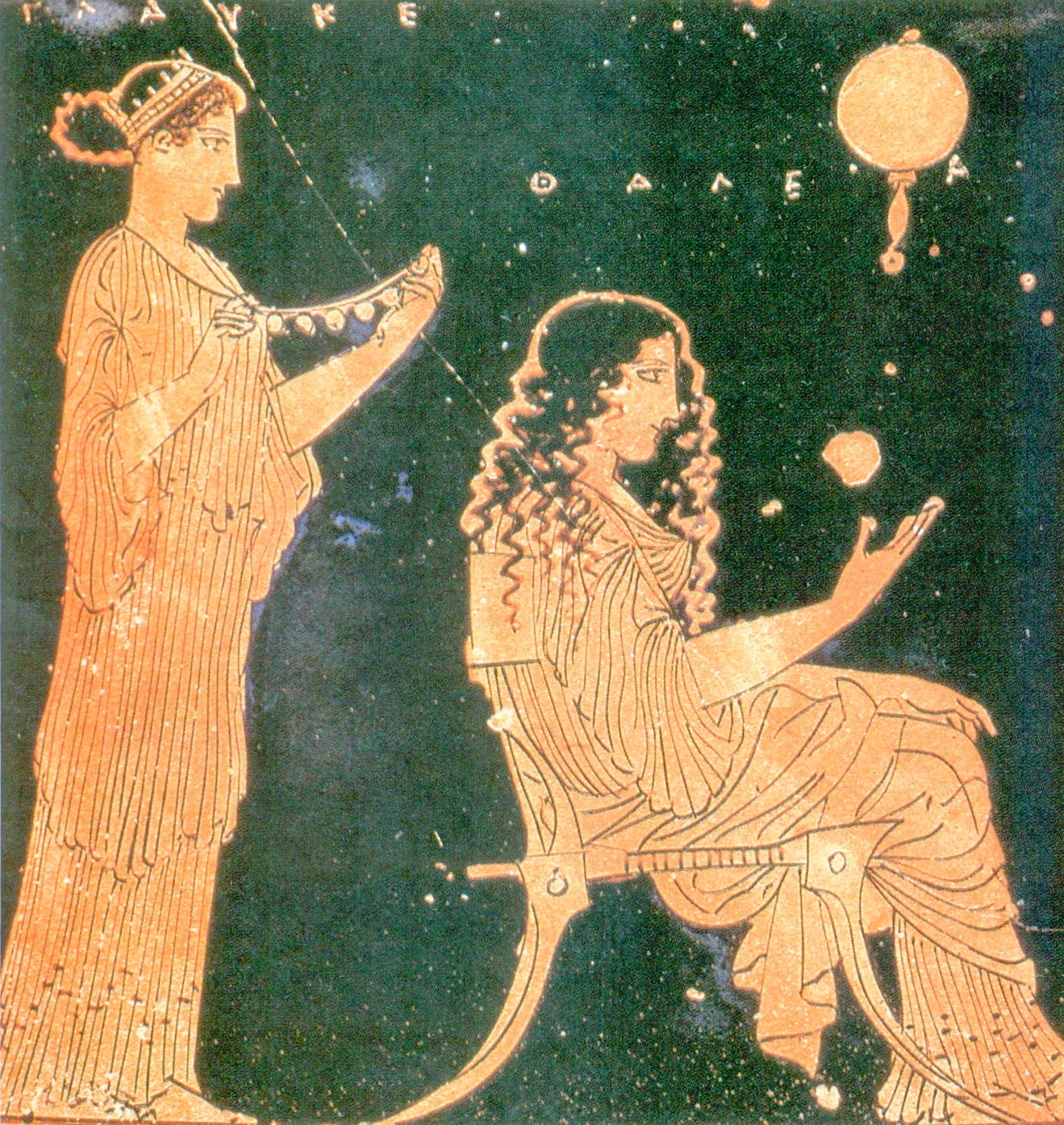
Momento de la preparación de una boda representado en una pintura en cerámica.

### Proaulia
La proaulia era el momento en que la esposa pasaba los últimos días con la madre, las parientes de sexo femenino y las amigas, preparándose para el matrimonio. 
Por lo general, se trataba de una fiesta celebrada en la casa del padre de la novia. Durante esta ceremonia, la novia habría hecho diferentes ofrendas, invocando la proteleia, de los dioses como Artemisa y Afrodita. Algunos juguetes se dedicaban a Artemisa por las adolescentes antes del matrimonio, como un preludio para encontrar un marido y tener hijos. Más significativamente, como un rito de paso antes de la boda, era el ritual del corte y donación de un mechón de pelo. Esta ofrenda significaba la separación de la esposa de la infancia y una iniciación a la edad adulta. Asimismo, se establecía un vínculo entre la novia y los dioses  que le proporcionaban protección durante esta transición.

### Gamusino
El gamusino era el día del matrimonio, y consistía en una serie de ceremonias que implicaban la transferencia de la novia de la casa de su padre a la de su nuevo esposo. El ritual del día había comenzado con un baño de bodas de la novia. Este baño simbolizaba la purificación y la fertilidad. La novia y el novio hacían después ofrendas en el templo con el fin de asegurar una vida futura fructífera. A la fiesta de la boda asistían las dos familias. Sin embargo, los hombres y las mujeres se sentaban en mesas diferentes. El ritual más importante del día de la boda era el anakalupteria, que era la eliminación del velo de la novia. Esto significaba la finalización de la transferencia a la familia del marido.

#### Ceremonia del matrimonio
Un gamos, o ceremonia de matrimonio empezaba con un sacrificio, proteleia, (prematrimonial), a los dioses para bendecir a los dos esposos en el matrimonio. A continuación, la futura esposa se cortaba el pelo en señal de su virginidad. Los dos se daban un baño ceremonial en agua bendita, conocido como  loutra. Se vertía agua de un lutróforo. Lutróforos más pequeños debían tal vez ser ofrendados a los dioses para bendecir el matrimonio. Después de la loutra se preparaba una fiesta en la casa de la novia y las mujeres tenían que sentarse y esperar a que los hombres hubieran terminado su banquete. 
Esta costumbre de que los hombres comieran antes que las mujeres, era la misma que regía las otras comidas, así como el banquete de bodas. A las mujeres se les permitía dirigir la conversación, y en épocas posteriores se les permitió comer con los hombres. 
La mujer consagraba el matrimonio trasladándose a la habitación del esposo.  
Una vez que la mujer había dado un paso en casa del sunoikein, se legalizaba el «vivir juntos», engysis, que el pretendiente hacía al kyrios. El  marido había recibido una dote del padre de su esposa. A menudo las familias no tenían propiedades para dar al novio, en estos casos el padre o el kyrios proporcionaban una dote en dinero, lo que era importante para la pareja.

### Epaulia
La epaulia era parecida a una ducha para la esposa y el esposo. Los esposos recibían la mayor parte de los dones y la preparación para su viaje como marido y mujer.

## Divorcio
En la antigua Atenas, ambos cónyuges tenían el poder de iniciar un divorcio. El marido simplemente tenía que enviar a su esposa de nuevo a su padre para poner fin al matrimonio. La esposa para obtener el divorcio, tenía que presentarse ante el arconte rey.
En caso de adulterio cometido por la esposa, la ley ateniense sometía a su marido a atimia (privación de los derechos civiles), si hubiera continuado viviendo con ella, por lo que era ipso facto divorciado. 
La separación matrimonial podía ocurrir de dos maneras diferentes: la esposa podía dejar a su marido o el marido repudiar a su esposa. Si la mujer suponía que su marido había tomado una decisión de este tipo sin justificación suficiente, ella, o más bien su tutor, podía interponer un recurso de abandono (dike apopompes); la acción correspondiente si la propuesta era del marido era un dike apoleipseos. Si, en cambio, una mujer era maltratada de cualquier modo por su marido, disponía de la posibilidad de ejercer una acción llamada dike kakoseos, por lo que la mujer no estaba enteramente exenta de la protección de las leyes, conclusión justificada en un fragmento de Ateneo. en el cual se habla de cómo las mujeres casadas podían apelar a la ley para su protección. Pero una separación, ya fuera originada por el marido o la esposa, se reflejaba dando descrédito a esta, además de las dificultades y los inconvenientes a los que era sometida. En Esparta, la infertilidad de la esposa parece haber sido una razón válida para el abandono por parte del marido; y de un pasaje de los  Discursos de Dión Crisóstomo, se deduce que las mujeres tenían la costumbre de imponer niños espurios con el objetivo de conservar (kataschein) a sus maridos. Los deberes de una mujer ateniense están expresados con detalle en el Económico de Jenofonte.
Había dos procedimientos adicionales por los cuales personas distintas de la pareja podían disolver un matrimonio. El primero de ellos era el divorcio iniciado por el padre de la novia; el único ejemplo de este procedimiento que ha sobrevivido proviene del discurso de Demóstenes Contra Espudias. Esto solo se permitía si la mujer no había dado a su marido  un niño. El segundo procedimiento consistía en que si una mujer se convertía en epíclera (heredera de un padre sin hijos varones) después de su matrimonio, tras el óbito del padre de la mujer se le permitía al familiar masculino más cercano a su padre, poner fin a su matrimonio actual con el fin de casarse con ella. Se ha sugerido que, sin embargo, en algunos casos, con el fin de evitar el escándalo los esposos podían no seguir estrictamente esta ley.
En caso de divorcio, se requería al marido que pagara la dote a su esposa. Si no ya no disponía de ella, estaba obligado a pagar un interés del 18% anual sobre el importe de la dote.